# FMファミリー
FMファミリーはかつて放送されていたエフエム東京のラジオ番組。

## 概要
放送開始はFM東海の時代で、1970年4月27日からFM東京に移行。

## 放送時間
- 月曜 - 土曜 10:00 - 12:10（FM東海時代）
- 月曜 - 土曜 09:00 - 12:30（FM東京開局（1970年4月） - 1973年3月）
- 月曜 - 金曜 09:00 - 11:30（1973年4月 - 1975年9月）
- 月曜 - 金曜 09:00 - 11:00（1975年10月 - 1990年3月）

## 出演者
- 浜島信子 （メインパーソナリティ。FM東京開局当初から当番組終了時まで出演）
- 関淑子 （主に1970年代に出演）
- 武石みち子 （1980年前後に出演）
- 五味久枝 （1980年前後に出演）
- 加藤タキ （1983年当時出演）
- 池田孝子 （1983年当時出演）

## タイムテーブル（1980年）
- 09:00 オープニング
- 09:05 奥様音楽を
- 09:30 朝のスタンダードポップス
- 09:40 ファミリーサロン
- 10:00 ファミリーガイド
- 10:05 ミュージックイン
- 10:15 民話の心
- 10:25 菅原洋一ミュージックアルバム
- 10:35 音楽の回転木馬
- 10:55 出会いの街角
- 10:57 エンディング

## コーナー
- 世界音楽旅行 （1971年当時のコーナー）
- 音楽育児 （1971年当時のコーナー）
- 柴田道子のベビー相談室 （1973年9月まで）
- 想い出のうた （1971年当時のコーナー）
- ファミリー・サークル （1972年当時のコーナー）
- 世界の街角 （1973年9月まで）
- フランキーの動物百科 （1973年9月まで）
- 今週のうた
- なぜなぜ百科 （1972年9月まで）
- ワールド・ショッピング （1972年10月から）
- 民話のこころ （1974年当時のコーナー）
- 暮らしの日 （1974年当時のコーナー）
- ハッピー・アワー・S （1974年当時のコーナー）
- 朝のカフェプラザ （1985年3月まで）
- スパイス・オブ・ライフ （1985年4月から）
- 素敵な朝に （当番組末期のコーナー）
- ミセス童話大賞 （1984年4月～1990年3月）
- エッセイの花束 （1985年4月から）
- こころ旅立つ朝 （1988年3月まで）
- ビューティフルTODAY （1988年4月～1990年3月）
- 気分は水玉もよう （1984年頃～1990年3月）
- サウンド・シャワー （1985年3月まで）
- サウンド・パーク （1985年4月～1988年9月）
- いつもあなたと （1988年10月～1990年3月）
- 光の散歩道 （1985年4月～1986年9月）
- おしゃれのプリズム （1985年4月～1990年3月）
- クリスタル・コレクション （1986年10月～1990年3月）

## テーマ曲
- Marty Gold & His Orchestra「A Walk In the Black Forest」(FM東海時代)
- ローレンス・ウェルク「Getting To Know You」(1970年代)
- ノーマン・キャンドラー「乙女座の伝説（Days Of No Return）」(1980年代前半)
- 松岡直也「Free Voyage」(アルバム『午後の水平線』より[1]。1980年代後半から番組終了)